# 2. јануар
2. јануар је други дан у години у Грегоријанском календару. 363 дана (364 у преступним годинама) остаје у години после овог дана.

## Догађаји
- 69. п. н. е. — Римске легије у Гoрњој Германији одбијају да се закуну на верност Галби. Дошло је до побуне и они прогласе Вителија за цара.
- 366 — Алемани су прешли залеђену Рајну у великим масама, извршивши инвазију на Римско царство.
- 533 — Меркурије је постао папа Јован II, први папа који усваја ново име при уздизању.
- 1492 — Шпанија под краљем Фердинандом Арагонским, преузела је од Мавара град Гранаду, последње маварско упориште на Пиринејском полуострву, што је био завршни чин ослобођења Шпаније од муслимана. Боабдил, био је последњи владар Гранаде који се предао краљу Фернанду II и краљици Изабели I, чиме је окончана реконкиста.
- 1680 — Трунајајска побуна: Амангкурат II од Матарама и његови телохранитељи погубили су побуњеничког вођу Трунајају
- 1757 — Велика Британија је заузела Калкуту у Индији.
- 1777 — Амерички револуционарни рат: Америчке снаге под командом Џорџа Вашингтона одбиле су британски напад у бици код потока Асунпинк код Трентона у држави Њу Џерзи.
- 1781 — Вирџинија је усвојила закон којим се одрекла својих западних територијалних претензија, чиме су створени услови да Мериленд ратификује Чланке Конфедерације.
- 1788 — Џорџија је постала четврта држава која је ратификовала Устав Сједињених Америчких Држава.
- 1791 — Масакр који се десио у држави Охајо у Северној Америци, означава почетак рата против Индијанаца.
- 1793. — Русија и Пруска деле међу собом Пољску.
- 1799 — Трупе француског генерала Наполеона Бонапарте ушле у Сирију.
- 1815 — Лорд Бајрон се оженио Аном Изабелом Милбанк у Сихаму.
- 1818 — Основана британска Институција цивилних инжињера.
- 1833 — Британске трупе заузеле су Фолкландска острва у Атлантском океану. Тај архипелаг удаљен је око 500 километара од аргентинске обале и налази се у јужном Атлантику. Дан раније Лондон је прогласио суверенитет над острвима, избацивши с њих аргентински гарнизон.
- 1839 — Луј Дагер, француски проналазач и зачетник фотографије, снимио прву фотографију Месеца.
- 1859 — Ерастус Бидл издаје књигу The Dime Book of Practical Etiquette.
- 1860 — Астрономија: Објављено откриће планете Вулкан на састанку Академије наука з Паризу.
- 1865 — Уругвајски рат: Опсада Паисанду-а завршена је када су Бразилци и Колораданци заузели Паисанду у Уругвају.
- 1870 — Почиње прављење Бруклинског моста.
- 1871 — Амадео I постаје краљ Шпаније.
- 1872 — Бригам Јанг ухапшен због бигамије (25 жена).
- 1882 — Џон Д. Рокфелер уједињује своје нафтне фирме у Standard Oil фондацију.
- 1889 — Народна скупштина Србије прихватила Устав који је предложила Народна радикална странка којим је у Србији уведена парламентарна демократија.
- 1890 — Алис Сенгер постаје прва жена у особљу Беле куће.
- 1900 — 
  - Џон Хеј објављује Политику отворених врата да промовише трговину са Кином.
  - Отвара се Чикаго канал.
- 1904 — Указом краља Петра одређено да се на Видовдан сваке године држи помен изгинулим борцима. Вршење парастоса и помена на Видовдан први пут је озакоњено уредбом краља Александра Обреновића 15. јуна 1889. године.
- 1905 — Руско-јапански рат: Русија принуђена да Јапану преда лучки град Порт Артур. Јапанци су заробили руску флоту у луци тако што су потопили трговачке бродове и затворили улаз у луку.
- 1913 — Турски гарнизон на острву Хиос предао се Грцима.
- 1915 — Први светски рат: Окончана петодневна битка код Сарикамиша, током које је руска војска нанела тежак пораз војсци Енвер-паше. Турци су изгубили 77.000 од 95.000 војника.
- 1917 — Краљевска банка Канаде преузима Банку Квебека.
- 1921 — 
  - Први религиозни радио пренос (KDKA AM у Питсбургу, Пенсилванија).
  - Отвара се ДеЈонг музеј у Голден Гејт парку у Сан Франциску.
- 1923 — Министар унутрашњих послова Сједињених Држава Алберт Фол даје оставку због Типот Доум скандала.
- 1929 — Канада и Сједињене Државе склапају споразум да сачувају Нијагарине водопаде.
- 1935 — Бруно Хауптман одлази на суђење због убиства Чарлса Линдберга млађег, сина авијатичара Чарлса Линдберга.
- 1941 —
  - Други светски рат: Немачко бомбардовање знатно оштетило Ландаф катедралу, саграђену 1290. на обали реке Таф у Кардифу, Велс.
  - Други светски рат: Америчка влада објавила Liberty ship, програм са циљем да се направи 200 товарних бродова. До краја рата, биће саграђено преко 2.700 бродова.
- 1942 —
  - Други светски рат: Јапанске снаге заузимају главни град Филипина (тада колонија САД) Манилу.
  - Други светски рат: ФБИ осудио 33 члана немачке шпијунске мреже коју је предводио Фриц Јауберт Дуквесн, што је био највећи шпијунски случај у историји САД.
  - Други светски рат: Америчка морнарица отвара базу за дирижабле у Лејкхерсту, Њу Џерзи.
- 1943 — Други светски рат: Одступајући пред совјетском Црвеном армијом, Немци су почели повлачење с Кавказа.
- 1944 — У селу Бујану у Албанији завршена је оснивачка конференција Народноослободилачког одбора за Косово и Метохију. Резолуција Бујанске конференције наглашава да је Косово и Метохија насељена највећим делом шиптарским народом који жели да се ослободи и уједини са Шипнијом (Албанијом). “Гаранција за ово јесте Народноослободилачка војска Југославије и Народноослободилачка војска Шипније са којом је уско повезана.“
- 1946 — У немогућности да настави своју владу над Албанијом после Другог светског рата, краљ Зог је абдицирао, али је задржао своје право на трон.
- 1949 — Луис Муњос Марин постао први демократски изабран Гувернер Порторика.
- 1955 — Војни пуч: У Панами убијен председник, пуковник Хосе Антонио Ремон. Наследио га први потпредседник Хосе Рамон Гисадо, који је био на власти мање од две седмице. Оборен је под оптужбом да је учествовао у завери у којој је убијен председник Ремон.
- 1957 — Сан Франциско и Лос Анђелес берзе се спајају.
- 1959 —
  - CBS Radio укида 4 сапунице: Backstage Wife Our Gal Sunday, Road of Life и This is Nora Drake.
  - Вештачки сателити: Лансиран први васионски брод ка Месецу, совјетска „Луна I“ без људске посаде.
  - Дан пошто је срушио режим диктатора Фулхенсија Батисте и ушао у Хавану, Фидел Кастро је за привременог председника Кубе наименовао Мануела Урутију.
- 1963 — Вијетнамски рат: Вијетконг је однео прву већу победу у бици код Ап Бака.
- 1966 — Почело је емитовање Трећег програма Радио Београда.
- 1967 — Хирургија: Др. Кристијан Барнард изводи другу успешну трансплантацију срца.
- 1971 — На фудбалском стадиону „Ајброкс парк“ у Глазгову погинуло 66 навијача када се, током утакмице Селтика и Ренџерса, срушио део трибине.
- 1974 — Ричард Никсон потписује акт по коме се смањује максимална брзина у САД на 55 миља на час како би се сачувао бензин током ОПЕЦ ембарга.
- 1978 — Демонстрације: По наређењу председника Пакистана, генерала Мухаммад Зиа-ул-Хака, паравојне снаге су отвориле ватру на мирне радничке демонстранте у граду Мултан у Пакистану. Овде треба напоменути да је бивши председник Зулфикар Али Буто збачен са власти 1977. године, а да је на челу војног суда био управо овај генерал Мухаммад Зиа-ул-Хака који га је осудио на смртну казну. Касније 1988. године овај генерал је погинуо у авио несрећи, под мало чудним околностима.
- 1979 — Сид Вишос одлази на суђење за убиство Ненси Спанџен.
- 1980 — У Великој Британији почео штрајк радника у челичанама, први од 1926. Штрајк је прекинут 2. априла.
- 1981 — Питер Сатклиф, јоркширски трбосек, ухапшен.
- 1983 — Мјузикл Ени се изводи последњи пут после 2.377 представа на Бродвеју.
- 1988 — Тероризам: Герилци Мозамбичког десничарског побуњеничког покрета Ренамо поставили су заседу путничком возу на западу Мозамбика, убивши најмање 22 и ранивши више од 70 путника.
- 1991 — Шерон Прат Диксон је положила заклетву као градоначелник Вашингтон-а, поставши прва Афроамериканка на челу града те величине и важности.
- 1992 —
  - Рат у Хрватској: Председници Србије и Хрватске, Слободан Милошевић и Фрањо Туђман, прихватили су Споразум о плану мировних операција у Југославији, Венсов план, којим је предвиђена демилитаризација зона у Хрватској захваћених ратом, повлачење Југословенске народне армије из тих области и стављање тих зона под заштиту УН; војни команданти у Хрватској прихватили су прекид ватре ради распоређивања 10.000 припадника мировних снага УН.
  - Парагвај постаје чланица Конвенције у Берну, уговору о ауторским правима.
- 1993 — Рат у Босни и Херцеговини: Лидери три ратне фракције у Босни се састају да дискутују о мировним плановима.
- 1994 — Више од 70 људи погинуло и најмање 670 рањено, током дводневних борби сукобљених исламских фракција у главном граду Авганистана Кабулу.
- 1998 —
  - Војни пуч: Власти Нигера ухапсиле бившег премијера Хаму Амадуа, под оптужбом да је учествовао у завери у којој је убијен шеф државе Ибрахим Баре Маинасара.
  - Русија почиње са циркулацијом нових рубљи како би се обуздала инфлација и промовисала самоувереност.
- 1999 — Брутална снежна олуја захвата Средњи запад САД, изазивајући 359mm снега у Милвокију и 487mm у Чикагу. У Чикагу, температуре достижу -25 °C, а пријављено је 68 смрти.
- 2002 —
  - Леви Мванаваса постаје трећи председник Замбије.
  - Перониста Едуардо Дуалде постао нови председник Аргентине преузевши тежак задатак да извуче земљу из највеће економске и финансијске кризе у историји земље. То је био пети избор председника државе у периоду од две недеље.
- 2003 — Комитет за заштиту новинара, објавио да је у претходној години у свету убијено 19 новинара, што је најмањи број од 1985. године, од када се бележе њихова страдања.
- 2004 — Вештачки сателити: Сонда Стардаст летелица успешно прошла поред комете Wild 2, узимајући узорак честица из њене коме које ће донети Земљу две године касније.
- 2011 — После 18 година Мостар је поново постао седиште Захумско-херцеговачке епархије Српске православне цркве. Мостар је био седиште те епархије од 18. века до рата у БиХ 1992. када је седиште измештено у Требиње.
- 2016 — Тероризам: Саудијска Арабија је погубила 47 особа због тероризма, међу којима је био и имам Нимр ел Нимр, централна фигура шиитских протеста који су избили 2011. године као део Арапског пролећа.
- 2017 — Тероризам: Исламска држава је преузела одговорност за напад на ноћни клуб у Истанбулу (Турска) у новогодишњој ноћи током кога је убијено 39 људи.

## Рођења
- 1642 — Мехмед IV, отомански султан. (прем. 1693)[1]
- 1727 — Џејмс Вулф, британски генерал у Француском и индијанском рату. (прем. 1759)[2]
- 1837 — Милиј Балакирјев, руски композитор, пијаниста и диригент. (прем. 1910)[3]
- 1877 — Слава Рашкај, хрватска сликарка. (прем. 1906)[4]
- 1896 — Дзига Вертов, руски редитељ. (прем. 1954)[5]
- 1897 — Љубинка Бобић, српска глумица. (прем. 1978)[6]
- 1909 — Бари Голдвотер, амерички предузетник, политичар и писац. (прем. 1998)[7]
- 1920 — Ајзак Асимов, амерички писац. (прем. 1992)[8]
- 1926 — Захарије Трнавчевић, српски новинар, ТВ водитељ и политичар. (прем. 2016)[9]

- 1931 — Зузана Тополињска, пољски лингвиста и академик. [10]
- 1936 — Милан Вукелић, српски фудбалер. (прем. 2012)[11]
- 1937 — Имерио Масињан, италијански бициклиста. (прем. 2024)[12]
- 1948 — Градимир Миловановић, српски математичар, дописни члан САНУ од 2006. године а редовни од 2012. године и редовни професор Електронског факултета Универзитета у Нишу од 1986. године. [13]
- 1948 — Огњен Петровић, српски фудбалски голман. (прем. 2000)[14]
- 1954 — Милован Рајевац, српски фудбалер и фудбалски тренер.[15]
- 1957 — Владимир Матијевић, босанскохерцеговачки фудбалер. (прем. 2015)[16]
- 1961 — Кики Лесендрић, српски музичар.
- 1961 — Тод Хејнс, амерички редитељ, сценариста и продуцент.[17]
- 1962 — Саша Петровић, босанскохерцеговачки глумац. (прем. 2023)
- 1967 — Басил Боли, француски фудбалер.[18]
- 1967 — Тија Карер, америчка глумица и музичарка.[19]
- 1968 — Кјуба Гудинг Млађи, амерички глумац.[20]
- 1971 — Слободан Комљеновић, српски фудбалер и фудбалски тренер.[21]
- 1971 — Марко Стојановић, српски глумац, комичар и пантомимичар.[22]
- 1976 — Паз Вега, шпанска глумица.[23]
- 1976 — Данило ди Лука, италијански бициклиста.[24]
- 1981 — Макси Родригез, аргентински фудбалер.[25]
- 1981 — Кирк Хајнрик, амерички кошаркаш.[26]
- 1983 — Кејт Бозворт, америчка глумица и модел.[27]
- 1985 — Иван Додиг, хрватски тенисер.[28]
- 1987 — Нађа Хигл, српска пливачица.[29]
- 1988 — Марко Кешељ, српски кошаркаш.[30]
- 1988 — Лук Харангоди, амерички кошаркаш.[31]
- 1990 — Љубомир Перућица, српски певач.
- 1991 — Давиде Сантон, италијански фудбалер.[32]
- 1994 — Немања Ненадић, српски кошаркаш.[33]
- 1996 — Џона Болден, аустралијски кошаркаш.[34]
- 2004 — Адриана Вилагош, српска атлетичарка (бацање копља).

## Смрти
- 1694 — Хенри Бут, енглески политичар. (рођ. 1651)[35]
- 1726 — Доменико Циполи, италијански композитор. (рођ. 1688)[36]
- 1893 — Џон Обадаја Вествуд, британски ентомолог. (рођ. 1805)[37]
- 1904 — Џејмс Лонгстрит, амерички генерал Конфедерације. (рођ. 1821)[38]
- 1913 — Леон Тесеранк д Борт, француски метеоролог. (рођ. 1855)[39]
- 1917 — Едвард Барнет Тејлор, енглески антрополог. (рођ. 1832)[40]
- 1918 — Едмон Ростан, француски писац
- 1924 — Сабин Беринг-Голд, енглески композитор и романописац. (рођ. 1834)[41]
- 1939 — Роман Дмовски, пољски политичар. (рођ. 1864)[42]
- 1960 — Фаусто Копи, италијански бициклиста. (рођ. 1919)[43]
- 1963 — Дик Пауел, амерички глумац. (рођ. 1904)[44]
- 1963 — Џек Карсон, амерички глумац. (рођ. 1910)[44]
- 1974 — Текс Ритер, амерички глумац и певач. (рођ. 1905)[45]
- 1977 — Ерол Гарнер, амерички џез музичар. (рођ. 1921)[46]
- 1986 — Уна Меркел, америчка глумица. (рођ. 1903)[47]
- 1986 — Бил Вик, бејзбол менаџер. (рођ. 1914)
- 1990 — Алан Хејл Јуниор, амерички глумац. (рођ. 1918)[48]
- 1995 — Мохамед Сијад Баре, бивши председник Сомалије[49]
- 1996 — Карл Тарговник, психијатар и преживео Холокауст. (рођ. 1915)[50]
- 2000 — Патрик О’Брајан, романописац. (рођ. 1914)[51]
- 2000 — Елмо Р. Замволт Јуниор, амерички адмирал. (рођ. 1920)[52]
- 2000 — Нет Едерли, амерички музичар и композитор. (рођ. 1931)[53]
- 2005 — Х. Дејвид Далквист, проналазач посуђа за кување. (рођ. 1918?)
- 2005 — Сирил Флечер, британски комичар. (рођ. 1913)[54]
- 2005 — Френк Кели Фрис, амерички уметник. (рођ. 1922)[54]
- 2005 — Роналд 'Бо' Гин, амерички конгресмен из Џорџије. (рођ. 1934)[54]
- 2005 — Маклин Макарти, амерички генетичар. (рођ. 1911)[55]
- 2005 — Едо Муртић, хрватски сликар. (рођ. 1921)[56]
- 2006 — Ђурђевка Чакаревић,  примадона београдске опере. (рођ. 1923)[57]
- 2011 — Фадил Хаџић, југословенски редитељ, сценариста, драматург, сликар и новинар. (рођ. 1922)[57])
- 2015 — Тихомир Новаков, српско-амерички физичар и академик. (рођ. 1929)[58]
- 2017 — Зоја Беголи, примабалерина. (рођ. 1949)[59]
- 2019 — Марко Николић, српски глумац. (рођ. 1946)[60]
- 2019 — Иво Грегуревић, југословенски и хрватски глумац. (рођ. 1952)[61]
- 2019 — Боб Ајнштајн, амерички глумац, комичар, сценариста и продуцент. (рођ. 1942)[62]

## Празници и дани сећања
- Српска православна црква слави:
  - Свештеномученика Игњатија Богоносца
  - Светог Данила архиепископа српског
- Осми дан и девета ноћ од Божића у западном хришћанству.
  - Католицизам и Англиканизам — дан светог Василија Великог и Грегорија Нацијанцена.
  - Геновева, девица Анастазија
- Зул хиџе (Zu-l hidždže)
- Тевет
- Шкотска — други дан Хогоманај јавног празника.